# Т-34 (фильм)
«Т-34» — российский военно-приключенческий боевик 2018 года режиссёра Алексея Сидорова.
Премьера фильма в кинотеатрах России состоялась 1 января 2019 года. Выход в мировой прокат состоялся 11 января 2019 года. Телевизионная премьера фильма прошла 9 мая 2019 года, в День Победы, на телеканале «Россия-1».

## Сюжет
27 ноября 1941 года. Идёт Великая Отечественная война. Наступающие войска нацистской Германии приближаются к Москве.
Молодой танкист Красной армии Николай Ивушкин, только окончивший ускоренные курсы младших лейтенантов с отличием, прибывает на фронт в действующую армию в район подмосковной деревни Нефёдовка; вместе с водителем полуторки, доставлявшем провизию, они едва спасаются, чуть не став мишенью для немецкого танка.
В расположении части Ивушкину приказывают принять командование единственным уцелевшим советским танком Т-34-76, так как среди уцелевших из батальона остался один танк и несколько солдат.
Вскоре к деревне прибывает подразделение гауптмана Клауса Ягера из 11-й танковой дивизии вермахта. 27 ноября 1941 года происходит танковый бой, во время которого Ивушкин и его экипаж уничтожают всю танковую роту Ягера, при этом, первым выстрелом из засады — одним снарядом два танка сразу. В конце боя экипаж Клауса Ягера остаётся один на один с экипажем Ивушкина. Противники подбивают машины друг друга. Выжить удаётся только Ягеру, Ивушкину и механику-водителю Степану Василёнку. Ивушкин и Василёнок, будучи ранеными, попадают в немецкий плен.
Лето 1944 года. Ивушкина и других военнопленных доставляют в Тюрингию в немецкий концентрационный лагерь SIII. Николай, который уже семь раз сбегал, содержится в специальном блоке, где его жестоко пытают, чтобы узнать его имя и воинское звание.
Ягер, дослужившийся до звания штандартенфюрера СС, встречается с рейхсфюрером СС Гиммлером и предлагает ему свою новую стратегию обучения немецких курсантов на «живых» мишенях — подвижных советских танках, укомплектованных экипажами из числа военнопленных. Получив в распоряжение полигон и разрешение действовать, Клаус направляется в лагерь SIII. В картотеке пленных он обнаруживает своего бывшего противника. Ягер вызывает Николая на допрос. Угрожая смертью остарбайтер-переводчице Ане Ярцевой, немецкий офицер заставляет Ивушкина принять предложение стать командиром танка, который без снарядов выйдет на полигон и попадёт под обстрел «Пантер», укомплектованных немецкими курсантами. Жизнь экипажа будет зависеть лишь от его мастерства, и если он выживет, то продолжит участвовать в таких тренировках.
Ивушкин набирает себе команду из числа узников лагеря, в которой оказываются Волчок, Василёнок и Ионов. В их распоряжение поступает захваченный и привезённый с фронта новейший советский танк Т-34-85. Во время осмотра танка герои находят в нём трупы экипажа и шесть чудом неповреждённых боевых снарядов. Ивушкин просит разрешения захоронить экипаж танка и прячет снаряды в могиле. У Ивушкина возникает план: бежать с полигона во время тренировки, чтобы добраться до границы оккупированной Чехословакии (Протекторат Богемии и Моравии), до которой приблизительно 350 километров пути.
После ремонта танк демонстрируют немецкому командованию, восхищённый мастерством экипажа Ягер распоряжается заминировать окрестности вокруг лагеря. Переводчица Анна сообщает Николаю о минах и готова бежать вместе с Ивушкиным. Украв карту из кабинета штандартенфюрера, она покидает лагерь. На полигон Ягера для испытаний прибывает ряд должностных лиц командования Германии. Экипаж Т-34-85 создаёт дымовую завесу и подбивает одну из «Пантер» 12-й танковой дивизии СС «Гитлерюгенд», стреляет осколочно-фугасным снарядом по командному пункту наблюдения (при этом Ягеру и нескольким офицерам удаётся спастись). Немцы при помощи пулемётов и противопехотных гранат тщетно пытаются остановить «тридцатьчетвёрку», а Ягер стреляет по нему из пистолета, но также тщетно. Т-34 прорывается за пределы полигона через главные ворота. По пути, в условленном месте Ивушкин подбирает Аню.
Боевая машина движется к границе протектората Богемии и Моравии, по пути запасаясь припасами, топливом и оружием. Ягер преследует их с группой танков. Дороги перекрыты противотанковыми орудиями, экипажу Ивушкина удаётся избегать ловушек. Далее, после привала, Ивушкин отправляет Аню к чешской границе пешком, а экипаж готовится вступить в бой.
Добравшись до эвакуированного города, они сталкиваются с пятью танками типа «Пантера» во главе с Ягером. Беглецы расправляются с четырьмя из них: первого подбивают рикошетом о брусчатку в нижнюю часть танка; со вторым разбирается Волчок, который уничтожил его экипаж и захватил танк, но получил при этом ранения, третьего обезвреживают снайперским попаданием под башню, а четвёртого в последний момент уничтожает Волчок, тем самым отвлекая Ягера на себя, и тот добивает захваченный танк. После безрезультатной стрельбы «тридцатьчетвёрки» и последней «Пантеры» (снаряды столкнулись друг с другом, изменив вектор полёта, а снаряд от Т-34 ломает «Пантере» прибор ночного видения), Ягер вылезает из танка и бросает перчатку, что означает предложение дуэли.
Два танка вступают в дуэль на мосту. Пока Ионов читает «Отче наш», экипажу Ивушкина чудом удаётся избежать серьёзных попаданий (повреждена левая гусеница и командирская башенка) и метко попасть ответным выстрелом точно в смотровую щель танка Ягера, после чего «тридцатьчетвёрка» идёт на таран. Танк Ягера беспомощно повисает на краю моста, Ивушкин подходит к машине и видит раненого Ягера. Пожав руку Ивушкину, показав таким образом уважение к победителю, немец падает вниз вместе со своим танком и погибает. После боя Ивушкин приказывает экипажу затопить Т-34, чтобы он не попал к врагу.
Фильм заканчивается тем, что Ивушкин и его команда находят Аню на лугу, и все они направляются к чешской границе пешком.
Во время заключительных титров показывается, как сложилась послевоенная мирная жизнь каждого из героев: Ионов служит в храме и пишет иконы, Василёнок работает на тракторе, у него жена и трое детей, Волчок ходит по лесу с ружьём — возможно он стал егерем, Ивушкин приводит Анну к своим родителям и просит разрешения на свадьбу.

## В ролях
| Актёр                                         | Роль                                                           |
| --------------------------------------------- | -------------------------------------------------------------- |
| Александр Петров                              | младший лейтенант Николай Ивушкин                              |
| Винценц Кифер                                 | штандартенфюрер Клаус Ягер                                     |
| Ирина Старшенбаум                             | переводчица Аня Ярцева                                         |
| Виктор Добронравов                            | механик-водитель, сержант Степан Савельевич Василёнок          |
| Антон Богданов                                | наводчик орудия Демьян Волчков (Волчок)                        |
| Юрий Борисов                                  | заряжающий танка Т-34-85 Серафим Ионов                         |
| Семён Трескунов                               | водитель полуторки Василий Тетерин                             |
| Вольфганг Черни                               | танковый снайпер Вольф Хайн                                    |
| Артём Быстров                                 | капитан Михаил Корин                                           |
| Пётр Скворцов                                 | пулеметчик Андрей Лыков                                        |
| Робинсон Райхель (нем. Robinson Reichel)      | рейхсфюрер СС Генрих Гиммлер                                   |
| Майк Дэвис / Mike Davies                      | генерал Хайнц Гудериан                                         |
| Йошуа Гроте                                   | гауптштурмфюрер СС Хайн Тилике                                 |
| Кристоф Глаубакер (нем. Christoph Glaubacker) | Вайс                                                           |
| Кристоф Урбан (нем. Christoph Urban)          | Шлецер                                                         |
| Гурам Баблишвили                              | командир отделения пехоты, старшина Гурам Габулия              |
| Артур Сопельник                               | заряжающий танка Т-34-76 красноармеец Павел (Павло) Кобзаренко |
| Владимир Виноградов                           | немецкий заправщик                                             |
| Елена Дробышева                               | мать Ивушкина                                                  |
| Микаэл Джанибекян                             | эпизод                                                         |

## Съёмочная группа
- Режиссёр-постановщик и автор сценария — Алексей Сидоров
- Оператор-постановщик — Михаил Милашин
- Художник-постановщик — Константин Пахотин
- Композиторы — Вадим Маевский, Александр Туркунов, Иван Бурляев, Дмитрий Носков
- Художник по костюмам — Ульяна Полянская
- Художник по гриму — Ирина Ляшко
- Режиссёр монтажа — Дмитрий Корабельников
- Звукорежиссёр — Алексей Самоделко
- Креативный продюсер — Николай Ларионов
- Продюсеры — Рубен Дишдишян, Антон Златопольский, Леонард Блаватник, Михаил Китаев, Нелли Яралова, Юлия Иванова, Анатолий Акименко при участии Никиты Михалкова и Леонида Верещагина

## Создание
10 сентября 2015 года было объявлено, что кинокомпания «Марс Медиа» займется производством высокобюджетной военной экшн-драмы «Т-34». Позднее к проекту подключился продюсер Леонард Блаватник — инвестор, владелец «Амедиа» и студии Warner Music, выбравший этот фильм из большого количества предложений, что было обусловлено и личными мотивами (победа в Великой Отечественной войне — часть семейной истории, дед продюсера — фронтовик), и другими причинами — лучшие молодые артисты, первоклассная съёмочная группа и успешный опыт партнёра, компании «Марс Медиа», и лично Рубена Дишдишяна.
Режиссёр и автор сценария Алексей Сидоров поставил задачу «рассказать историю войны так, чтобы увлечь молодёжь и не вызвать противоречий у тех, кто ещё хранит Великую Отечественную в своей памяти».
В картине снимались несколько танков, в том числе реальный Т-34, подбитый во время войны. Для съёмок фильма машину восстановили: перебрали двигатель и довели до боевого состояния, воссоздали камуфляж, который использовался в зимнее время в 1941 году под названием «зимний лес».
Художник-постановщик фильма Константин Пахотин за месяц построил целую деревню в поле рядом с деревней Стрелковка, Калужской области. Хотя дома по сюжету будут разрушены в самом начале фильма, у каждого свой, особый стиль, резная отделка. Тщательно подобран реквизит, в чём помогли местные жители.
Концентрационный лагерь снимался в чешском городе Терезине на территории реального существовавшего концлагеря Терезиенштадт, ныне превращенного в Музей Гетто. Для сцены прибытия поезда с заключенными использовались настоящие старые немецкие паровоз и вагоны. Съёмки встречи с Г. Гиммлером были в зале Рудольфинум, Прага. Сцены с танком на улицах сняты в чешском городе Локет.

## Прокат
Премьера фильма «Т-34» в кинотеатрах России состоялась 1 января 2019 года. В первый день проката кассовые сборы составили 114 635 133 рублей.
Выход картины «Т-34» в мировой прокат состоялся 11 января 2019 года.

## Отзывы и оценки
- Фильм получил смешанные, неоднозначные оценки[11]. По данным агрегатора «Критиканство» — 5,5/10 (на основе 26 рецензий)[12].
- Некоторые издания после публикации трейлера[13] и премьеры кинокартины писали о сходстве рассказанной истории с сюжетом советского фильма-драмы «Жаворонок» 1964 года, отмечая при этом, что «Т-34» нельзя считать ремейком «Жаворонка»: и манера, и способ подачи, и общая канва повествования, и финал этих двух картин сильно отличаются[14].
- По мнению кинокритика Антона Долина, авторы сделали высокобюджетный военный блокбастер, почти очистив его от пропагандистской и идеологической составляющей: «лента о Великой Отечественной войне удачно обошлась без патриотической пропаганды»[15]. Создатели не делают вид, будто «Т-34» — картина по реальным событиям, в своей основе — это «чистая фантазия, адаптированная для тинейджеров». Критик отмечает схематизм сюжета и слабую проработку характеров героев. «Это образцово-показательное бесстрашие, этот программный героизм слегка смущают. Поначалу сам не понимаешь, чем. А потом вспоминаешь, к чему возводит свою генеалогию „Т-34“: к советским фильмам о войне. В лучших из них противниками были не немцы, как здесь, а война как таковая. В „Судьбе человека“, „Ивановом детстве“, „Летят журавли“, „Балладе о солдате“, „Проверке на дорогах“ при всех различиях было одно концептуальное сходство: они показывали, как человек сохраняет в себе человеческое благодаря стремлению к миру и памяти о нём. Пространство „Т-34“ устроено принципиально иначе. Оно отдано тотальной нескончаемой войне, в которой царит утешительная простота: есть наши, есть враги, и врагов надо бить до победного конца. Без боли и горечи, с азартом и остервенением игроков компьютерного чемпионата»[15].
- Обозреватель «Новой газеты» Лариса Малюкова размышляет о роли танков в современном российском кинематографе. Сидоров учёл недостатки «танковых» фильмов 2018 года «Несокрушимый» и «Танки»: «В его картине пропагандистский зуд отчасти укрощён незамысловатыми приключениями и энергичными боями, приправлен юмором, нарумянен любовной негой»[16]. Так же, как Долин, Малюкова сравнивает фильм с советскими картинами на военную тему: «В тех фильмах живым пульсом билась фолкнеровская идея: с войны нельзя прийти победителем. В них было осознание глобальной катастрофы, которой была для нашего народа Вторая мировая. В новейшей отечественной киновойне не отыскать авторской точки зрения. Вместо обращения к мифу — мифологизация истории. Вместо антивоенного духа — девиз „Можем повторить!“, призыв к подвигу. Вместо жестокого умного врага — сплошные идиоты. Романтизация войны, ощущение лёгкости победы охватывает экран»[16].
- Критик Валерий Кичин в «Российской газете» пишет, что по фильму нельзя формировать представление о том, что такое в реальности Великая Отечественная война: «По сюжету это легенда наподобие „Бумбараша“ или „Неуловимых“, по стилистике — сценарий компьютерной игры под названием „Т-34“. То есть зрелища прежде всего эффектного и азартного»[17]. Лихой авантюрный сюжет, условная обстановка действия, своеобразная красота даже в процессе разрушения — «да, это киносказка о ратном подвиге того самого фольклорного героя, кто, как известно, едет-едет не свистит, а наедет — не спустит. И авторы, несомненно, вдохновлялись стилистикой батального квеста: они используют хорошо знакомые современному зрителю игровые приёмы, и прекрасное ощущение, что у героев в запасе несколько жизней, сопутствует всему фильму. И актёры здесь не столько играют, сколько играются: в моменты самых неправдоподобных сюжетных кульбитов в их глазах проскальзывает лукавая искра весёлого азарта. Эта искренность снимает все претензии: военную классику снимали люди, прошедшие реальный фронт, теперь пришли люди, имеющие боевой опыт в квесте, у них иные навыки и представления о войне»[17].
- Обозреватель Евгений Баженов раскритиковал обилие необоснованно замедленных кадров и недостоверность картины; он также раскритиковал фильм за то, что победоносные действия русских в нём обосновываются скорее неким фантастическим «чудом войны», а многие важные детали опускаются или перевираются. По его словам, всё происходящее в фильме столь неправдоподобно, что было бы не менее удивительным и вполне резонным, если бы главные герои фильма вообще сразу улетели на своём танке в Москву[18].
- Максим Сухагузов («Афиша Daily») посчитал, что картина создаёт идеологический диссонанс, отображая войну в духе «„Форсажа“ на танках в IMAX для школьного возраста»[11].

## Награды и номинации
| Награда              | Дата церемонии  | Категория                                                    | Номинант | Результат |
| -------------------- | --------------- | ------------------------------------------------------------ | --- | --------- |
| Золотой орёл         | 24 января 2020  | Лучший игровой фильм                                         | Алексей Сидоров, Антон Златопольский, Рубен Дишдишян, Леонид Блаватник, при участии Леонида Верещагина и Никиты Михалкова | Номинация |
| Золотой орёл         | 24 января 2020  | Лучшая режиссёрская работа                                   | Алексей Сидоров | Победа    |
| Золотой орёл         | 24 января 2020  | Лучший сценарий                                              | Алексей Сидоров | Победа    |
| Золотой орёл         | 24 января 2020  | Лучшая мужская роль в кино                                   | Александр Петров | Номинация |
| Золотой орёл         | 24 января 2020  | Лучшая женская роль в кино                                   | Ирина Старшенбаум | Номинация |
| Золотой орёл         | 24 января 2020  | Лучшая мужская роль второго плана                            | Виктор Добронравов | Номинация |
| Золотой орёл         | 24 января 2020  | Лучшая операторская работа                                   | Михаил Милашин | Номинация |
| Золотой орёл         | 24 января 2020  | Лучшая работа художника-постановщика                         | Константин Пахотин | Номинация |
| Золотой орёл         | 24 января 2020  | Лучшая работа художника по костюмам                          | Ульяна Полянская | Номинация |
| Золотой орёл         | 24 января 2020  | Лучший монтаж фильма                                         | Дмитрий Корабельников | Номинация |
| Золотой орёл         | 24 января 2020  | Лучшая работа звукорежиссёра                                 | Алексей Самоделко | Номинация |
| Золотой орёл         | 24 января 2020  | Лучшая работа художника по гриму и пластическим спецэффектам | Ирина Ляшко | Номинация |
| Золотой орёл         | 24 января 2020  | Лучшие визуальные эффекты                                    | ООО «Алгус-Студио» | Победа    |
| ТЭФИ-Летопись Победы | 24 августа 2020 | Лучший художественный фильм                                  | Т-34 | Номинация |
| ТЭФИ-Летопись Победы | 24 августа 2020 | Лучший режиссёр телевизионного фильма/сериала                | Алексей Сидоров | Победа    |
| ТЭФИ-Летопись Победы | 24 августа 2020 | Лучшая актриса телефильма/сериала                            | Ирина Старшенбаум | Победа    |
| ТЭФИ-Летопись Победы | 24 августа 2020 | Лучший актёр телефильма/сериала                              | Александр Петров | Номинация |